# Iris Rainer Dart
Iris Rainer Dart (ur. 1944 w Pittsburghu) – amerykańska pisarka i dramaturg teatralny.
Pochodzi z rodziny emigrantów, oboje jej rodzice są Żydami (matka z Rosji, ojciec z Litwy). Od najmłodszych lat należała do grup teatralnych, m.in. do grupy zrzeszającej mniejszości etniczne the Curtainers i White Barn Theatre. Jest absolwentką Wydziału Teatralnego Carnegie Mellon University.
Jest autorką dziewięciu powieści, z czego największą sławę przyniosło jej opowiadanie „Plaże” (Beaches), które zostało zekranizowane w 1988 (polski tytuł Wariatki). Była też autorką scenariuszy spektakli The Sonny and Cher Show. Krytycy twierdzą, że jedna z bohaterek „Plaż” jest wzorowana na Cher. Obecnie pracuje nad scenariuszami do sztuk teatralnych i musicali.

## Twórczość
- Boys in the Mailroom (1978)
- Beaches (1985) /pol. Plaże (1994) tłum. Małgorzata Jodczyk-Dudanowicz/
- Til the Real Thing Comes Along (1987)
- I'll Be There (1991)
- Beaches II: I'll Be There (1992) (I'll Be There)
- The Stork Club (1992)
- Show Business Kills (1995)
- When I Fall in Love (1999)
- Some Kind of Miracle (2003)